# Fort Tangen
Opgericht als Heeresküstenbatterie 984 (Leger kunstbatterij 984) in maart 1941 door de Duitse Wehrmacht. Het had tijdens de oorlog ook de aanduiding "Stützpunkt Langesund" en werd in 1943 hernummerd tot 1./980 (1. batterij Heeresküsten artillerieregiment 980). De batterij stond onder Artilleriegruppe Larvik (HKAR 980). Tijdens de oorlog liep het barricadegebied voor het kustfort helemaal tot aan de gebouwen bij Skipperhuset (Schippershuis) . Na de oorlog werd het gebruikt als Home Guard fort (bemand door lokaal Home Guard-personeel uit het gebied als flankfort in de buitenste Oslofjord). Fort Tangen werd in 1993 gesloten.
Het gebied is beschermd als natuurgebied en sinds 1998 open voor het publiek. Er is weinig bewaard gebleven van de voormalige militaire activiteit in het gebied; de gebouwen zijn gesloopt en de bunkers zijn dichtgemetseld. De klif waarop het fort van Tangen ligt, is geografisch gescheiden van de rest van Langesund door Hesteklova, een ravijn dat door het schiereiland Langesund loopt.